# Sandra Ivonne Sánchez
Sandra Ivonne Sánchez Soriano (20 de marzo de 1990) es una deportista mexicana que compitió en judo. Ganó dos medallas en el Campeonato Panamericano de Judo, oro en 2010 y bronce en 2014.

## Palmarés internacional
| Campeonato Panamericano | Campeonato Panamericano    | Campeonato Panamericano | Campeonato Panamericano |
| Año                     | Lugar                      | Medalla                 | Categoría               |
| ----------------------- | -------------------------- | ----------------------- | ----------------------- |
| 2010                    | San Salvador (El Salvador) | Medalla de oro          | –44 kg                  |
| 2014                    | Guayaquil (Ecuador)        | Medalla de bronce       | –44 kg                  |